# S.K.I.
Die S.K.I. GmbH & Co KG (vormals  fluege.de Sprungskiproduktions GmbH) ist ein mittelständisches Unternehmen im Bereich der Produktion von professionellen Skisprung-Skiern aus Floh-Seligenthal, Thüringen. Zum Ende der Saison 2015/16 beendete fluege.de sein Marketing-Engagement im Skisport  und die S.K.I. GmbH & Co. KG  übernahm alle Anlagen. Nach einer Saison Pause wird S.K.I. das Portal fluege.de erneut zur Saison 2017/18 mit Sprungskiern beliefern. Darüber hinaus arbeitet man auch mit dem Sport 2000 Ski Jumping Team zusammen.

## Geschichte

### Ursprung und Anfangsjahre
Der Ursprung der S.K.I. GmbH & Co KG geht auf das Unternehmen Germina zurück, das bis 1990 unter anderem die professionellen Skier für DDR-Skispringer lieferte, darunter Helmut Recknagel, Hans-Georg Aschenbach und Jens Weißflog. 2001 kaufte der Bayer Georg Reichart die Maschinen der zwischenzeitlich mehrfach insolvent gegangenen Germina und gründete gemeinsam mit seinem Geschäftspartner Bernhard Seidl das S.K.I. Skikonstruktionsinstitut. Nachdem der ehemalige Weltcup-Springer Dieter Thoma als Berater zum Unternehmen stieß, brachte dieser Reichart und Seidl mit dem Deutschen Skiverband in Kontakt und man begann mit der Entwicklung von eigenen Sprungskiern für die deutschen Kaderspringer. Dies führte jedoch zeitnah zu finanziellen Engpässen, da professionelle Sportler meist kostenfrei durch die Hersteller ausgestattet werden. So begann man mit der Suche nach einem finanzkräftigen Partner. Der Leipziger Unternehmer Thomas Wagner, dem das Internetunternehmen Unister gehörte, stieg 2010 als strategischer Partner ein und kaufte mit dem von ihm und Reichart gegründeten Unternehmen fluege.de Skisprungproduktions GmbH schließlich am 1. Oktober 2010 alle Maschinen des S.K.I. Skikonstruktionsinstituts. Er plante im Rahmen des professionellen Sports für sein Internetportal fluege.de zu werben und die Skier als präsente Werbefläche zu nutzen. Zudem beabsichtigte er durch Sponsoring vor allem finanzschwache nationale Sportverbände zu unterstützen. Nachdem wenige Monate später die ersten Verträge mit Spitzensportlern, darunter Martin Schmitt, unterschrieben waren, drohte der bis dahin führende Hersteller Fischer Sports, der fast 90 Prozent aller Athleten ausstattete, mit dem Ausstieg aus dem Profigeschäft, da er durch die Genehmigung und Zulassung von fluege.de durch den Internationalen Skiverband (FIS) mit einer starken Verzerrung seines Geschäfts rechnete. Der Verband bezog sich bei der Zulassung auch auf die Historie von Germina. Von Fischer Sports ausgestattete Springer wurden in der Saison 2010/11 gesperrt, nachdem deren Marke Sport 2000 von der FIS nicht anerkannt wurde. Bei den Nordischen Skiweltmeisterschaften 2013 im Val di Fiemme gewannen Springer, die von fluege.de ausgestattet wurden, achtmal Gold, dreimal Silber und sechsmal Bronze.

### Olympiakontroversen 2014
Nachdem bereits der Internationale Skiverband die Darstellung der Marke fluege.de kritisierte, aber schließlich im Weltcup Skier mit Aufdruck zuließ, gab es vor Beginn der Olympischen Winterspiele 2014 in Sotschi erneut Diskussionen um den Firmennamen. Bei Olympia sind individuelle Sportlersponsoren oder Sponsoren der Nationalmannschaften nicht erlaubt. Lediglich Herstellerlogos dürfen aufgedruckt sein, sowie Logos und Marken offizieller Olympiasponsoren. Fluege.de berief sich jedoch darauf, dass ihr Logo keine Werbung für die gleichnamige von Unister betriebene Website ist, sondern der Name des Skiherstellers. Am Ende starteten die Springer ohne den Aufdruck „fluege.de“, die Logos wurden überklebt und für Medaillenkandidaten gleich Skier ohne Aufdruck hergestellt. Das Verbot traf auch die Bezeichnung „Sport 2000“ des Mitbewerbers Fischer Sports, die ebenfalls nicht wie sonst standardisiert auf den Skiern aufgedruckt werden durfte.

## Ausgestattete Sportler (Auswahl)

### Skispringer (Sponsor fluege.de)

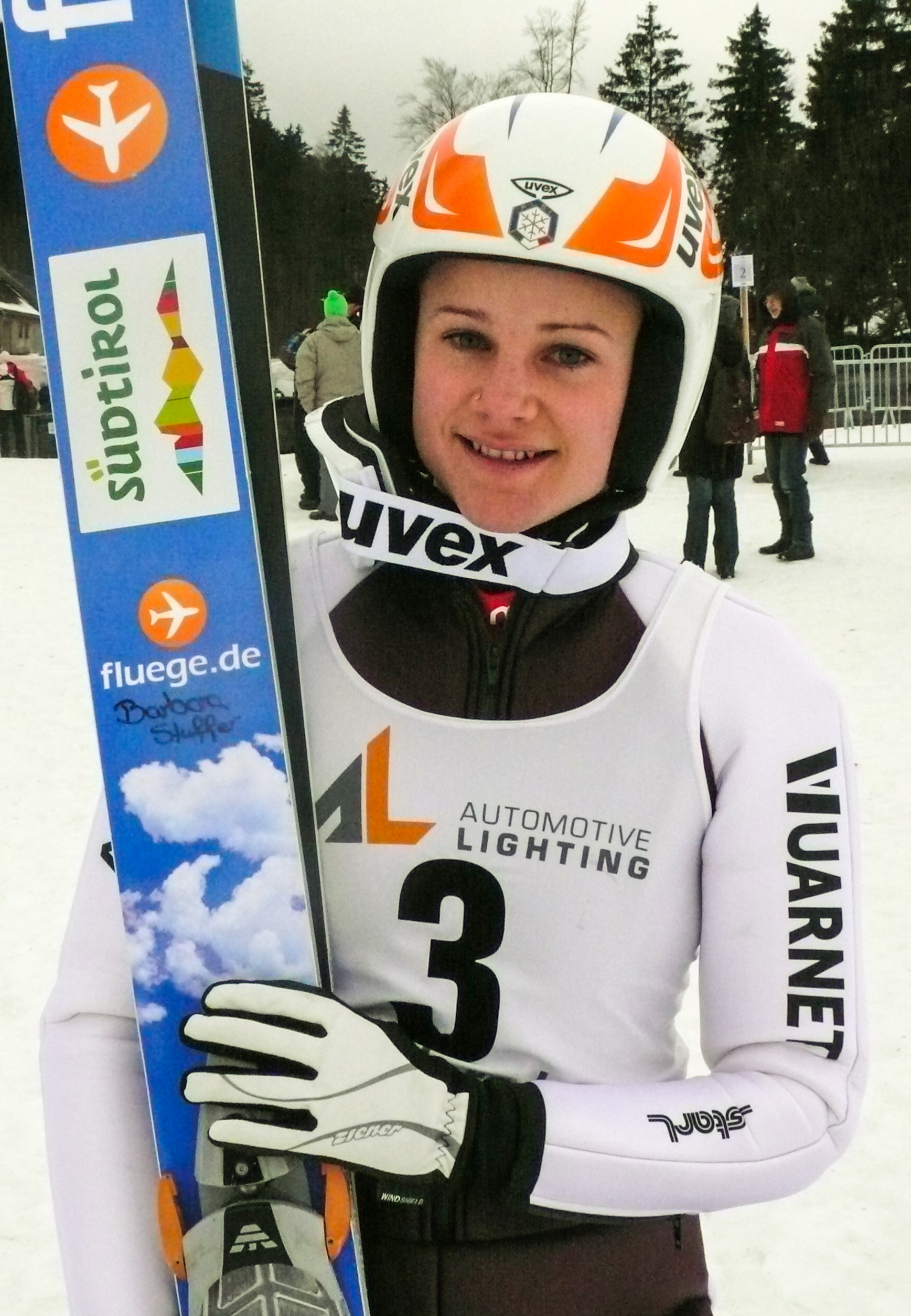
Die Italienerin Barbara Stuffer in der Continental-Cup-Saison 2010/11 mit einem der ersten fluege.de-Sprungskiern.

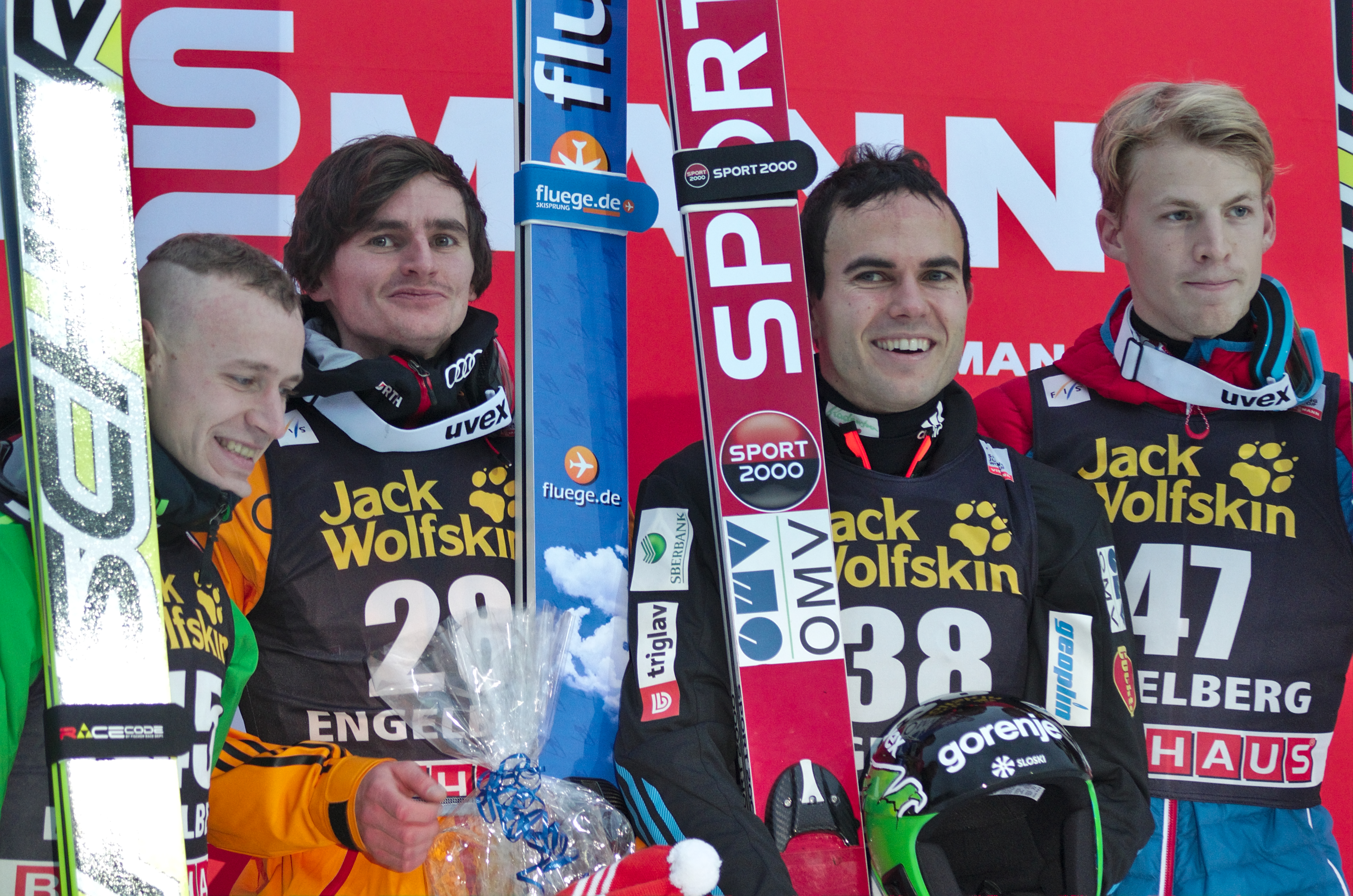
Der Deutsche Richard Freitag mit fluege.de-Skiern beim Weltcup 2014 in Engelberg

| Frauen                                                                               | Männer |
| ------------------------------------------------------------------------------------ | --- |
| - Luisa Görlich - Sarah Hendrickson - Evelyn Insam - Manuela Malsiner - Agnes Reisch | - Thomas Diethart - Andreas Alamommo - Roberto Dellasega - David Siegel - Thomas Lackner - Daniel Huber - Stefan Huber - Jason Lamy Chappuis - Nejc Dežman - Andreas Wank - Choi Seou - Choi Heung-chul - Casey Larson - Michael Glasder - Denis Kornilow - Roman Trofimow |